# ウジエスーパー
株式会社ウジエスーパー（UJIE SUPER）は宮城県登米市を本拠地とする食品スーパーマーケットチェーンである。CGCグループに加盟。

## 特徴
本拠地である登米市は農業の盛んな地域であり、県の食肉流通施設も市内にある。また有数の漁港である気仙沼漁港と消費地である仙台市の中間に位置する。同社はその地の利を生かして地場産品の野菜・魚介類の取り扱いを得意としている。
セミセルフレジを従業員の確保が困難な仙台市や東日本大震災による沿岸被災地の店舗を中心に導入している。

## 創業から現在まで
創業当時は農村の八百屋（行商）であったが、その後、食品スーパーとしての業態を整え店舗数を拡大。1990年代後半までは、県北部地方を地盤とするローカル食品スーパーであった。しかし、近年では県内の大消費地である仙台市や石巻市に進出し、勢力を急拡大している。
県北地方・登米地域周辺に展開していた形態より洗練されたスタイルの店舗を仙台市の主に近郊住宅地に展開している。また、従来の本拠地であった登米地域の店舗も仙台と同様のスタイルに建て替えを進め、仙台圏の初期店舗である塩釜店の改装を行うなど、年々、激化する同業他社との競合に生き残りを賭け、しのぎを削っている。
殆どの店舗は、10:00（一部店舗では、午前中限定のバーゲンの為に月末2日間は9:00開店の店舗あり）開店の店舗が多いが、県北部などの一部店舗では、9:30 開店の店舗等も存在する。更に、閉店時間の方も、以前は一部店舗を除いて24:00 閉店で統一されていたが、現在は22:00 閉店・21:00 閉店・20:00 閉店など、開店時間と同様に特に決まった時間での閉店では無い為、2店舗以上存在する一部の市では、閉店時間の早い店舗と遅い店舗が存在する。
近年では酒類を取り扱う店舗も増えつつあり、その際は看板下の店舗名が書かれている部分に閉店時間と共に大きな酒の文字が書かれた赤い看板を掲げている。
石巻市や古川市（現：大崎市）への展開初期には激安を売りにした「Uマート」という店を展開していたが、現在は「ウジエスーパー」と「Uマート」の間での業態の差異はない。移転リニューアルオープン等があったため、Uマートは石巻店のみとなった。なお、青森県には同じCGC加盟のユニバースが弘前市に「Uマート」を1店舗展開しているが、当社とは直接の関係はない。

## 沿革
- 1947年（昭和22年） - 宮城県迫町佐沼字的場で創業。
- 1959年（昭和34年） - 有限会社氏家商店（うじえしょうてん）を創立。
- 1980年（昭和55年） - 宮城県登米郡（現：登米市）迫町佐沼字中江に本部移転。
- 1982年（昭和57年）3月1日 - 会社設立。
- 1997年（平成9年） - 塩釜店、石巻山下店、仙台西多賀店を出店（仙台方面への進出開始）。
- 1999年（平成11年） - 仙台袋原店、仙台長町店を開店。
- 2002年（平成14年） - 仙台中山店を開店。
- 2004年（平成16年） - 仙台明石南店を開店。
- 2005年（平成17年） - 佐沼本店を開店。
- 2006年（平成18年） - 飯野川店、中田店を開店。
- 2007年（平成19年） - 塩釜店改装。シジシージャパングループに加盟。
- 2008年（平成20年） - 若柳店を開店。
- 2012年（平成24年） 
  - 2月23日 - 岩出山店を開店[3]。
  - 12月 - 古川中里店を開店。
- 2013年（平成25年）4月 - 美里店を開店（ウジエNSCアップルタウン美里内）。
- 2014年（平成26年） 
  - 7月 - 古川バイパス店を開店。
  - 同年 - 石巻山下店改装。
- 2015年（平成27年） 
  - 10月 - 仙台小田原店を開店。
  - 11月 - 栗駒店を開店。
  - 同年 - 中田店・佐沼本店改装。CGCグループの一部加盟店で共通利用しているリチャージ式プリペイドカードであるコジカの導入を順次開始。
- 2016年（平成28年）
  - 7月21日 - 築館店を開店[4]。
  - 同年 - 塩釜店改装。全店舗でのコジカの導入を完了。
- 2017年（平成29年）
  - 4月7日 - 利府町に初進出となる利府店を開店。
  - 7月20日 - 南三陸町志津川のSCである南三陸ショッピングセンター内に南三陸店が開店[5]。
- 2018年（平成30年）8月 - JR東北線太子堂駅前に関連の社会福祉法人による障害者就労支援施設や別の民間会社が運営する保育園などを併設した新物流センター「ウジエロジスティクスセンター」を設置[6]。
- 2019年（令和元年）6月28日 - 大和町に初進出となる吉岡店を開店[7]。

- 2025年（令和6年）5月23日 - 名取市に初進出となる美田園店を開店[8]。

## 店舗
- 登米エリア
  - 佐沼本店
  - 中津山店（ファミリーショップ こんの運営のシャディのサラダ館米山店と店舗を共用している。）
  - 中田店
  - 南佐沼店　鮮マート南佐沼店にリニュアル
  - 登米店　2022年5月11日にフランチャイズ経営を終了、2022年6月4日より直営店（鮮マート登米店）へリニューアル
- 栗原エリア
  - 築館店
  - 栗駒店
  - 若柳店
- 大崎エリア
  - 岩出山店
  - 田尻店
  - 古川バイパス店
  - 中里店
- 遠田・加美エリア
  - 美里店
  - 中新田店
  - 小野田店
  - 吉岡店
- 石巻・南三陸エリア
  - 南三陸店
  - 飯野川店

イオンタウン河北内の核店舗だったマックスバリュ河北店[注釈 1]が撤退した店舗跡にそれまで営業していた河北警察署近くから移転し開業。同時にSC名称は河北アゼリアプラザに改称。
  - 広淵店
  - 桃生店
  - Uマート石巻店
  - 石巻山下店
- 仙台・塩釜エリア
  - 利府店
  - 小田原店
  - 塩釜店
  - 中山店
  - 長町店
  - 袋原店
  - 西多賀店
  - 美田園店
- 気仙沼エリア
  - クリエみうら階上店
  - クリエみうら松川店

## 閉店した店
- 志津川十日町店（南三陸町）
店舗跡地は後に更地となり、駐車場は月極め駐車場として活用されていた。かつては駐車場の敷地内に「いこいの村」という名の小規模な八百屋やファーストフード店をドッキングした店舗が営業していたが、廃業して建物だけが残されていた。その後、東日本大震災の津波で全壊。
- 志津川駅前店（同町）旧志津川十日町店の店舗共々東日本大震災の津波で全壊し、営業休止。その後、複合型施設であるアップルタウン内にオープンした店舗である南三陸店へと移転。
- 瀬峰店（栗原市）フランチャイズにて営業していたが、現在は独立して別の店名となる。
- 北方店（登米市）フランチャイズにて営業していたが、閉店。現在は空き店舗のまま。
- 上沼店（同市）
- 十文字店（同市）
上記2店は統合移転して中田店として営業。
- 米谷店（同市）現在は地元葬儀店のショールーム。
- 米川店（同市）現在、店舗自体は解体され、更地。
上記2店の閉店により、旧東和町エリアからは撤退した。
- 古川北町店（大崎市）Uマート北町店開店に伴い移転。
- 古川三日町店（同市）
- 三本木店（同市）
- Uマート中里店（同市）中里店開店に伴い移転。
- 鳴子店（同市）建物の老朽化により2015年9月30日閉店。
- 豊里店　(登米市)フランチャイズ店舗だったが2019年5月31日閉店。
閉店後は解体され、賃貸アパートとなる。
- 南方店（同市）店舗の老朽化により閉店[9]。
- 明石南店（仙台市泉区）2020年6月30日閉店[10]。閉店後は同年8月に九州地方を主に展開しているドラッグストアモリが東北初出店した[11]。